# Angrebene på Gilbert- og Marshalløerne
Angrebene på Gilbert- og Marshalløerne var taktiske luft- og flådeartilleriangreb udført af den amerikanske flådes hangarskibe og andre krigsskibe mod den kejserlige japanske flådes garnisoner på Gilbert- og Marshalløerne den 1. februar 1942. De japanske garnisoner var under den overordnede kommando af viceadmiral Shigeyoshi Inoue, der var chef for den 4. flåde. Japanske fly på øerne tilhørte den japanske flådes 24. luftflotille under kontreadmiral Eiji Goto. De amerikanske krigsskib styrker var under den overordnede kommando af viceadmiral William Halsey, Jr.

## Angrebene
Angrebne blev udført af to separate amerikanske hangarskibs task forces. Fly fra Task Force 17 (TF 17), under kommando af kontreadmiral Frank Jack Fletcher og med base på hangarskibet USS Yorktown, angreb Jaluit, Mili og Makin (Butaritari)-øerne. Yorktowns fly påførte moderate skader på japanske flådeinstallationerne på øerne og ødelagde tre fly. Syv Yorktown-fly gik tabt, samt en pontonflyvemaskine fra en af TF 17-krydsere.
Fly fra Task Force 8 (TF 8), under kommando af Halsey og med base om hangarskibet USS Enterprise, ramte Kwajalein, Wotje og Taroa. På samme tid, bombarderede krydsere og destroyere Wotje og Taroa. Angrebene påførte let til moderat skade på de tre øers flådes garnisoner, sænkede tre små krigsskibe og beskadigede flere andre, herunder den lette krydser Katori, og ødelagde 15 japanske fly. Den tunge krydser USS Chester blev ramt og lettere beskadiget af en japansk luftbombe, og seks fly fra Enterprise gik tabt. TF 8 og 17 trak sig tilbage fra området umiddelbart efter afslutningen af angrebene.

## Eftervirkningerne og betydning
Angrebne havde ringe langsigtet strategisk betydning. Den japanske flåde sendte kortvarigt to hangarskibe af sted for at jage TF 16 og 17, men opgav hurtigt forfølgelsen og fortsatte deres støtte til de igangværende og vellykkede erobringer af Filippinerne og Hollandsk Ostindien. Angrebene, hjalp dog med at løfte moralen i den amerikanske flåde og offentlighed, der fortsat slikkede sårene efter angrebet på Pearl Harbor og tabet af Wake Island. Angrebne gav også værdifuld erfaring i hangarskibsflyveoperationer, som gjorde amerikanske hangarskibsgrupper bedre i fremtidige kampe mod japanske styrker. For japanernes vedkommende, var de tilsyneladende ikke klar over, at deres koncept med et udkantsforsvar ved hjælp af spredte øgarnisoner havde alvorlige mangler i og med, at garnisoner var for langt fra hinanden til at give tilstrækkeligt indbyrdes støtte for at forhindre indtrængen af fjendens hangarskibsstyrker. Angrebne, sammen med Doolittle-raidet i april 1942, hjalp med at overbevise den kejserlige japanske flådes kombinerede flådes kommandør, Isoroku Yamamoto, at han havde brug for at trække de amerikanske hangarskibe i kamp så hurtigt som muligt for at ødelægge dem. Yamamotos plan om at gøre det resulterede i Slaget om Midway.

### Bøger
- Cressman, Robert (2000). That Gallant Ship U.S.S. Yorktown (CV-5) (engelsk) (4. udgave). Missoula, Montana, U.S.A.: Pictorial Histories Publishing Company. ISBN 0-933126-57-3.
- Lundstrom, John B. (2005). The First Team: Pacific Naval Air Combat from Pearl Harbor to Midway (engelsk). Annapolis, Maryland, U.S.A.: Naval Institute Press. ISBN 159114471X.
- Lundstrom, John B. (2006). Black Shoe Carrier Admiral: Frank Jack Fletcher at Coral Seas, Midway & Guadalcanal (engelsk). Annapolis, Maryland, USA: Naval Institute Press. ISBN 1-59114-475-2.
- Morison, Samuel Eliot (2001) [1958]. The Rising Sun in the Pacific 1931 – April 1942, vol. 3 of History of United States Naval Operations in World War II (engelsk). Castle Books. ISBN 0785813047.
- Stafford, Edward P. (2002). The Big E: The Story of the USS Enterprise (engelsk). Naval Institute Press. ISBN 1-55750-998-0.
- Willmott, H. P. (1982). Empires in the Balance:  Japanese and Allied Pacific Strategies to April 1942 (engelsk). Annapolis, Maryland: Naval Institute Press. ISBN 0-87021-535-3.
- Willmott, H. P. (1983). The Barrier and the Javelin:  Japanese and Allied Pacific Strategies February to June 1942 (engelsk). Annapolis, Maryland: Naval Institute Press. ISBN 0-87021-535-3.

### Internet
- Wikimedia Commons har flere filer relateret til Angrebene på Gilbert- og Marshalløerne
- Hackett, Bob, and Sander Kingsepp (1998-2007). "HIJMS Katori: Tabular Record of Movement". Junyokan! (engelsk). Combinedfleet.com.{{cite web}}:  CS1-vedligeholdelse: Dato-format (link)
- United States Navy, Office of Naval Intelligence (1943). "Early Raids in the Pacific Ocean: February 1 to March 10, 1942". Combat Narrative (engelsk). Publication Section, Combat Intelligence Branch.
- USS Enterprise-fotoarkiv fra angrebet Arkiveret 9. december 2012 hos  hos Archive.is